# Gustaf Berglund
Gustaf Berglund (* 4. Mai 1998) ist ein schwedischer Skilangläufer.

## Werdegang
Berglund, der für den IFK Mora SK startet, nahm bis 2018 an Juniorenrennen teil. Seine besten Platzierungen bei den Junioren-Skiweltmeisterschaften 2018 in Goms waren der 18. Platz über 10 km klassisch und der siebte Rang mit der Staffel. Im Februar 2018 wurde er in Jönköping schwedischer Juniorenmeister im Sprint. Zu Beginn der Saison 2018/19 startete er in Östersund erstmals im Scandinavian-Cup und errang dabei den 25. Platz im Sprint und den 20. Platz über 15 km Freistil. Sein Debüt im Skilanglauf-Weltcup hatte er im Januar 2019 in Dresden. Dort holte er mit dem 22. Platz im Sprint seine ersten Weltcuppunkte. Bei den U23-Skiweltmeisterschaften 2021 in Vuokatti errang er den 23. Platz im Sprint und bei der Tour de Ski 2021/22 den 55. Platz. Bei der Tour de Ski 2023/24 kam er auf den 32. Platz.